# Klasztorzysko
Klasztorzysko – wzniesienie o wysokości 631 m n.p.m., w południowo-zachodniej Polsce w Górach Czarnych w Sudetach Środkowych.

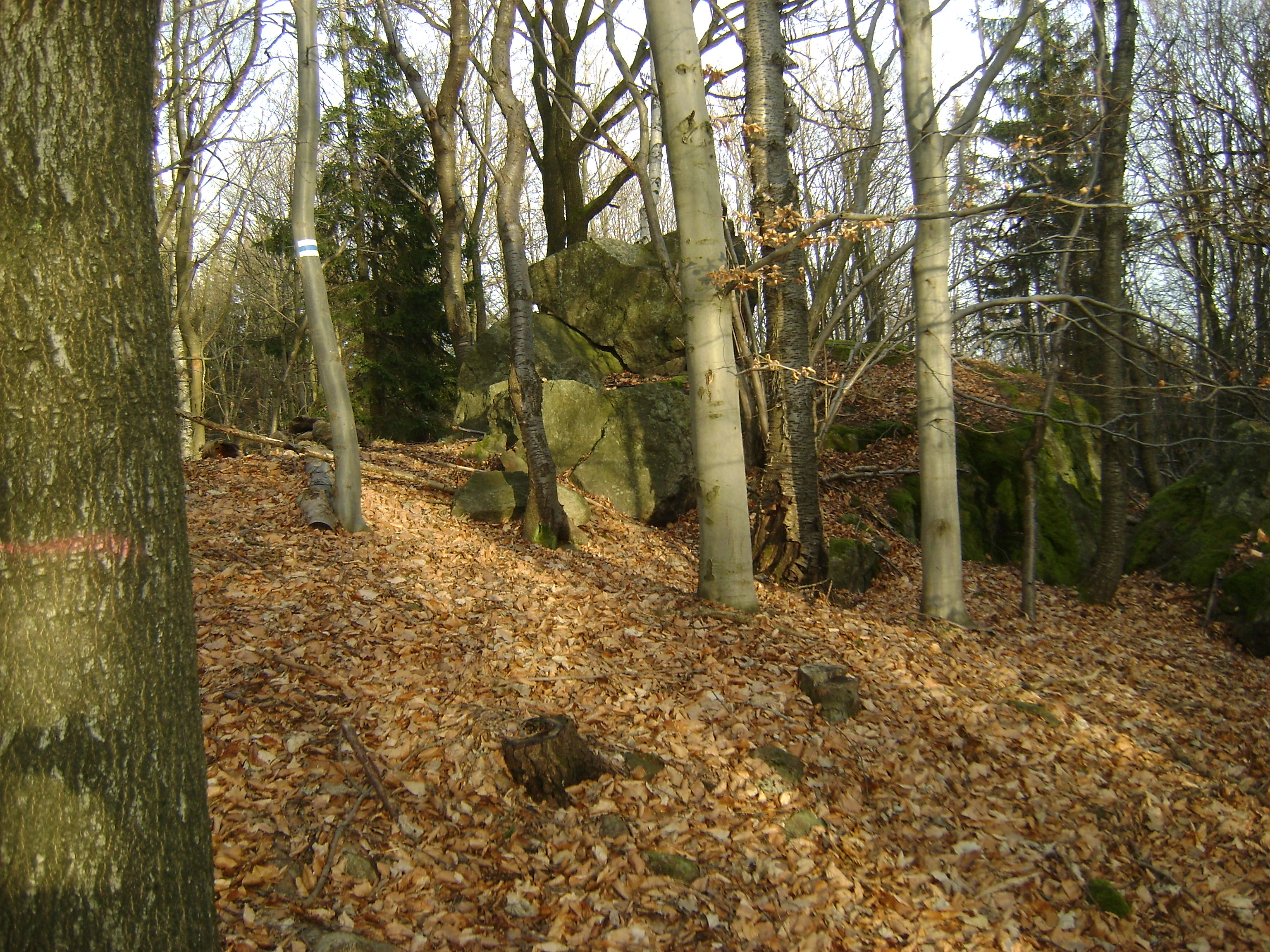
Lisie Skały na szczycie wzniesienia

## Położenie
Wzniesienie położone w północnej części Gór Czarnych w Sudetach Środkowych, około 2,3 km, na południowy wschód od centrum miejscowości Dziećmorowice i 3,0  km na południowy zachód od miejscowości Zagórze Śląskie.

## Fizjografia
Wzniesienie o regularnych zboczach i niewielkim mało wykształconym  szczycie, na którym znajduje się charakterystyczna grupa skałek, tzw. Lisia Skała. Wzniesienie ma kształt wydłużonej kopuły o spłaszczonej powierzchni szczytowej. Rozciąga się na kierunku SW-NE. Charakteryzujące się nieregularną rzeźbą, urozmaiconym ukształtowaniem z wyraźnie podkreślonymi dość stromo opadającymi zboczami: wschodnim, zachodnim i północnym. Południowe zbocze szerokim, pasem grzbietowym łagodnie opada  w stronę bliźniaczego wzniesienia Szerzawa, od którego, oddzielone jest Przełęczą Niedźwiedzią. Całe wzniesienie położone jest na obszarze Parku Krajobrazowego Sudetów Wałbrzyskich. Zbocza wzniesienia trawersują liczne leśne drogi i ścieżki. U podnóża wzniesienia, po południowej stronie, położona jest niewielka, osada wiejska Podlesie. Położenie wzniesienia, kształt i wyraźnie podkreślona część szczytowa czynią wzniesienie rozpoznawalnym w terenie.

## Budowa
Wzniesienie całości zbudowane z dolnokarbońskich zlepieńców gnejsowych. Zbocza wzniesienia pokrywa warstwa młodszych osadów z okresu zlodowaceń plejstoceńskich. Ze względu na budowę geologiczną masyw Klasztorzyska wraz z sąsiadującą po drugiej stronie Przełęczy Niedźwiedziej - Szerzawą  w literaturze niemieckiej, jak również w niektórych polskich opracowaniach zaliczane były jako część Gór Sowich.

## Roślinność
Większość powierzchni wzniesienia łącznie z partią szczytową porośnięta jest lasem świerkowym regla dolnego z domieszką drzew liściastych}. Na zboczach występują m.in. mezotroficzne lasy liściaste oraz płaty  lasów świerkowych. Drzewostan lasów liściastych tworzą  gatunki jak buk, klon jawor, brzoza brodawkowata, dąb szypułkowy z domieszką świerka. Miejscami występuje jesion wyniosły. Warstwę krzewów stanowi podrost gatunków budujących drzewostan, oraz leszczyna pospolita. Runo jest dobrze wykształcone, w jego skład wchodzą m.in. szczawik zajęczy, kokoryczka okółkowa, jeżyna, starzec gajowy, miejscowo czworolist pospolity, a także roślinność trawiasta, w tym trzcinnik leśny oraz paprotnik. Występują tu także gatunki podlegające częściowej ochronie takie jak przytulia wonna, konwalia majowa oraz kopytnik pospolity. Niewielką część południowego zbocza w środkowej części zajmują, górskie łąki i pastwiska.

## Inne
- W przeszłości wzniesienie nosiło nazwę niem. Münsterhöhe, Münster-Höhe[2].
- Na południowy wschód poniżej szczytu na poz. pow. 500 m n.p.m. położone jest źródło potoku Mydlana Woda[3].

## Turystyka
Przez szczyt wzniesienia nie prowadzą szlaki turystyczne.
- – E3 przechodzącego przez szczyt.
- Z południowego zbocza w partii szczytowej roztaczają się ładne widoki na Góry Wałbrzyskie, Góry Sowie, Góry Suche, Ruprechtický Špičák.
- Na szczyt można dojść ścieżką od strony południowej z osady Podlesie.

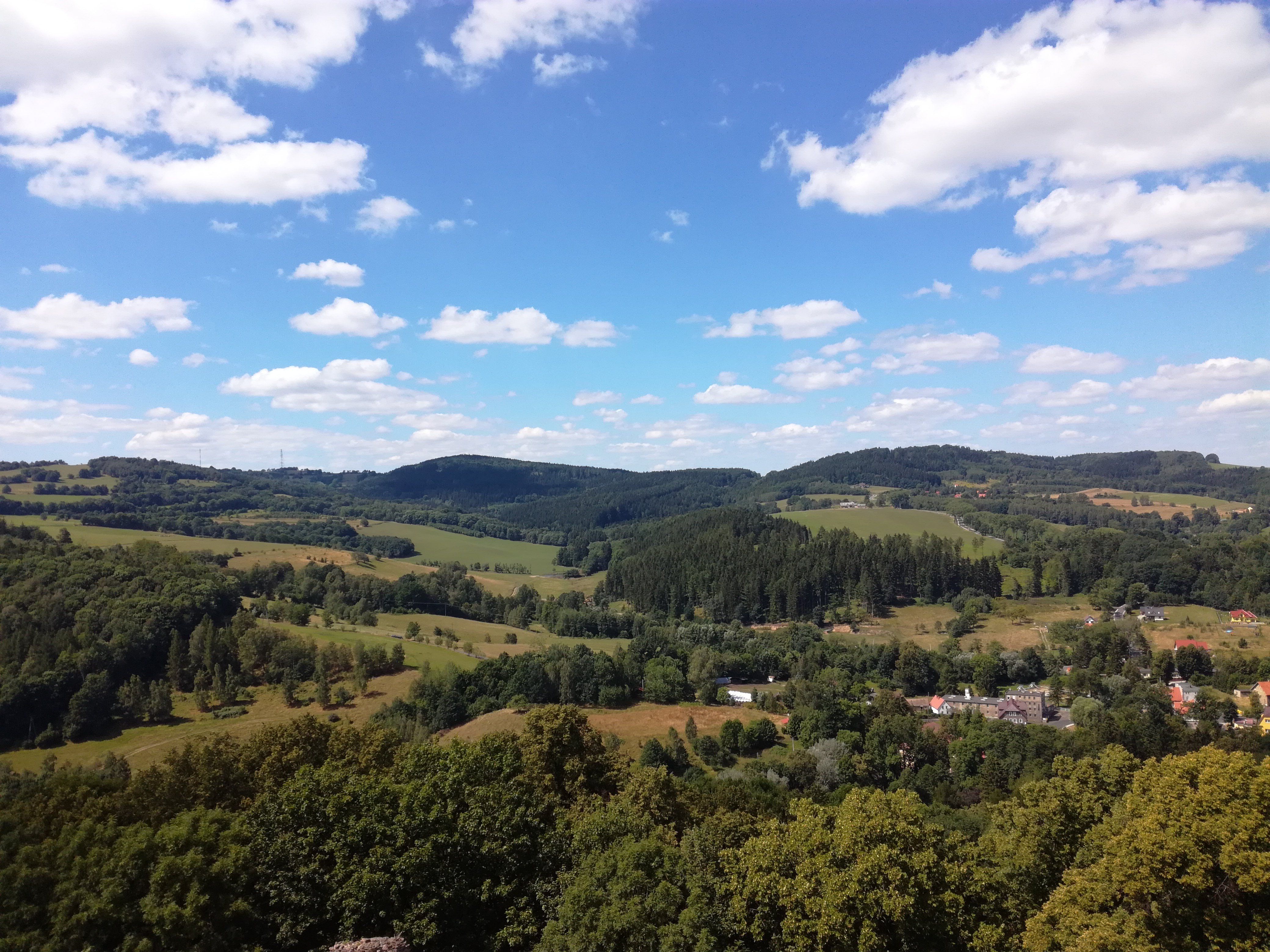
Widok z wieży Zamku Grodno w kierunku Klasztorzyska